# Guido Imbens
Guido Wilhelmus Imbens (sinh ngày 3 tháng 9 năm 1963, Geldrop, Hà Lan) là một người Mỹ gốc Hà Lan nhà kinh tế học. Năm 2021, Imbens đã được trao một nửa giải tưởng niệm Nobel trong Khoa học Kinh tế cùng với Joshua Angrist "vì những đóng góp về phương pháp luận của họ trong việc phân tích các mối quan hệ nguyên nhân kết quả", với David Card được trao nửa còn lại. Ông là Giáo sư Kinh tế tại Trường Kinh doanh Stanford tại Đại học Stanford từ năm 2012.

## Tiểu sử
Guido Wilhelmus Imbens sinh ngày 3 tháng 9 năm 1963 tại Geldrop, Hà Lan. Năm 1975, gia đình anh chuyển đến Deurne, nơi anh theo học Peellandcollege. Khi còn nhỏ, Imbens là một người chơi cờ ham mê. Trong một cuộc phỏng vấn năm 2021, Imbens đã kết nối niềm đam mê kinh tế lượng của mình với niềm yêu thích thời thơ ấu của anh ấy đối với trò chơi.